# Мадхубани (округ)
Мадхубани (хинди मधुबनी जिला; англ. Madhubani) — округ на севере индийского штата Бихар. Административный центр — город Мадхубани. Площадь округа — 3501 км². По данным всеиндийской переписи 2001 года население округа составляло 3 575 281 человек. Уровень грамотности взрослого населения составлял 41,97 %, что значительно ниже среднеиндийского уровня (59,5 %).